# Mathilda Hodell
Mathilda Hodell, ogift Bäckström, född 20 november 1843 i Adolf Fredriks församling i Stockholm, död 27 september 1872 i Maria Magdalena församling i Stockholm, var en svensk skådespelare. 
Elev hos Anders Selinder. Aktiv vid Södra teatern från 1865. 
Kända roller: Fatima i »Kalifen i Bagdad», Regina i »De löjliga mötena», Griponia i »Brodertvisten», Susanne i »Svensken i Paris», Prinsessan i »Rahjaii af Mysore», Frn Karlsson i »Frun af stånd o. frun i ståndet», Veneranda i »Slottet Moii-tenero», Mor Katrina i »Nerkingarne», Markisinnan i »Pariserlif» o. Rosamunda i »Venus i vargskinnspels».
Hon var gift med Frans Hodell.